# Steinbergsee (Lattengebirge)
Der Steinbergsee ist ein kleiner See im Lattengebirge im Landkreis Berchtesgadener Land. Er liegt im Bischofswiesener Forst, einem ehemaligen gemeindefreien Gebiet, das seit 1. Januar 2010 eine Gemarkung der Gemeinde Bischofswiesen ist. Seine Größe schwankt je nach Regenmenge etwas. Er besitzt keinen sichtbaren Zufluss und nur einen kurzen Abfluss, der im Boden versickert.
Er befindet sich ungefähr zwischen den Gipfeln des Karkopf (im Nordwesten), des Törlkopf (im Südwesten) und der Felsform Steinerne Agnes (im Nordosten). Die Gipfel liegen in einer Entfernung von 600 bis 800 Meter vom See (Luftlinie).
Der See ist Lebensraum für viele kleine Tiere und auch Gämsen sind dort zu finden.
Die aufgelassene Steinbergalm lag rund 370 Meter nördlich des Steinbergsees. Von der 840 Meter Luftlinie bzw. 1190 Meter Wegstrecke nordöstlich (nahe der Steinernen Agnes) gelegenen, ebenfalls aufgelassenen Rotofenalm gibt es heute nur noch ein als Diensthütte genutztes Gebäude. Auch die 820 Meter westlich (westlich des Grates vom Karkopf zum Törlkopf) gelegene Karbergalm ist aufgelassen.